# Europese kampioenschappen shinkyokushin karate
De Europese kampioenschappen shinkyokushin karate zijn door de World Karate Organization (WKO) georganiseerde kampioenschappen voor karateka's.

## Geschiedenis
De eerste editie vond plaats in 1995 in het Duitse Berlijn.

## Edities
| Editie | Jaar | Locatie                 |
| ------ | ---- | ----------------------- |
| 1      | 1997 | Berlijn (Duitsland)     |
| 2      | 1999 | Kopenhagen (Denemarken) |
| 3      | 2001 | Madrid (Spanje)         |
| 4      | 2003 | Kaunas (Litouwen)       |
| 5      | 2004 | Plovdiv (Bulgarije)     |
| 6      | 2005 | Kopenhagen (Denemarken) |
| 7      | 2006 | Boedapest (Hongarije)   |
| 8      | 2007 | Vilnius (Litouwen)      |
| 9      | 2008 | Plovdiv (Bulgarije)     |
| 10     | 2009 | Kiëv (Oekraïne)         |
| 11     | 2010 | Logroño (Spanje)        |
| 12     | 2011 | Vilnius (Litouwen)      |
| 13     | 2012 | Antwerpen (België)      |
| 14     | 2013 | Luzern (Zwitserland)    |
| 15     | 2014 | Bakoe (Azerbeidzjan)    |
| 16     | 2015 | Warschau (Polen)        |
| 17     | 2016 | Tbilisi (Georgië)       |
| 18     | 2017 | Roskilde (Denemarken)   |
| 19     | 2018 | Wrocław (Polen)         |
| 20     | 2019 | Vilnius (Litouwen)      |